# Cock Fight, No. 2
Cock Fight, No. 2  é um filme mudo estadunidense em curta-metragem de 1894, dirigido por William K.L. Dickson e William Heise e produzido por Dickson para o Edison Studios, Thomas Edison. Trata-se de uma remodelação de Cock Fight, filmado no mesmo ano, com detalhes adicionais acrescentados. Ambos fazem parte de uma série de curtas de Edison mostrando atuações de circo e vaudeville.
Foi filmado com a utilização do Cinetógrafo, em aproximadamente 48 frames por segundo.

## Status atual
Existem cópias no Museu de Arte Morderna de Nova York (MoMA). Além disso por ser encontrado livremente na Internet pois, pela data de produção, encontra-se em domínio público.

## Sinopse
Uma câmera estacionária observa dois galos de briga em uma plataforma elevada, com uma cerca de arame por trás. Do outro lado da grade estão dois homens, um e cada lado do quadro. Vemos apenas a cabeça do homem à nossa esquerda e a cabeça e o peito do homem à nossa direita, que está claramente no comando. O dinheiro muda de mãos duas vezes enquanto os bichos lutam e penas voam. O homem à direita aponta e sacode o dedo. Ambos os galos ainda estão de pé quando o filme termina.

## Elenco
- Henry Welton ... ele mesmo